# Benvenuto Diego Alonso y Nistal
Benvenuto Diego Alonso y Nistal OFMCap (* 2. Juni 1871 in Carucedo; † 23. Mai 1938) war ein spanischer römisch-katholischer Ordensgeistlicher und Apostolischer Vikar von Caroní.

## Leben
Benvenuto Diego Alonso y Nistal trat der Ordensgemeinschaft der Kapuziner bei und empfing am 8. Juni 1895 das Sakrament der Priesterweihe.
Am 23. Dezember 1923 ernannte ihn Papst Pius XI. zum Titularbischof von Dorylaëum und zum Apostolischen Vikar von Caroní. Der Erzbischof von Caracas, Felipe Rincón González, spendete ihm am 1. Mai 1924 die Bischofsweihe; Mitkonsekratoren waren der Bischof von Zulia, Marcos Sergio Godoy, und der Bischof von Valencia en Venezuela, Francisco Antonio Granadillo.
Am 24. März 1938 nahm Papst Pius XI. das von Benvenuto Diego Alonso y Nistal vorgebrachte Rücktrittsgesuch an.